# 5178 Pattazhy
5178 Pattazhy là một tiểu hành tinh vành đai chính được phát hiện ngày 1 tháng 2 năm 1989 bởi R. Rajamohan ở đài thiên văn Vainu Bappu gần Kavalur, Ấn Độ.